# Aclistothyra atlantica
Aclistothyra atlantica är en musselart som beskrevs av McGinty 1955. Aclistothyra atlantica ingår i släktet Aclistothyra och familjen Galeommatidae. Inga underarter finns listade i Catalogue of Life.